# María Zavala Valladares
María Amabilia Zavala Valladares (née le 15 janvier 1956 à Talara) est une avocate, une magistrate et une femme politique péruvienne.

## Biographie
Présidente de la Cour suprême de Lima et de Loreto de janvier 2005 au 28 juillet 2006, María Zavala Valladares est ministre de la Justice du 28 juillet 2006 au 20 décembre 2007.